# Мюнтплейн
Мюнтплейн (нід. Muntplein, дослівно «Монетна площа») — площа в історичному центрі столиці Нідерландів міста Амстердама.

## Розташування
З цього невеликого майдану (майже п'ятачка-перехрестя) починаються головні торгові вулиці Амстердама — Рокін (нід. Rokin), Калверстрат (нід. Kalverstraat) і Регулірсбрестрат (нід. Reguliersbreestraat). Тут же закінчується канал Сингел (нід. Singel), впадаючи в річку Амстел, і фактично Мюнтплейн — міст над Сінгелом у місці його впадіння до Амстела. Причому цей міст має почесний номер 1 (усі амстердамські мости пронумеровано). З півдня Мюнтплейн примикає до східної кінцівки плавучого Амстердамського ринку квітів.

## Історія
Цей майдан на Амстелі відомий з XV століття, коли він примикав упритул до міських мурів Амстердама і звався «Овечий» (Схапенплейн / нід. Schapenplein), бо на ньому справляли овечі базари.
Народну назву — «Монетна» (Мюнтплейн), яка закріпилася як офіційна вже в 1918 році, площа дістала з 1672 року від Мюнтторен («Монетна вежа»), в кордегардії якої тимчасово було влаштовано монетний двір, коли на молоду Нідерландську республіку напали Англія та Франція, і довозити срібло й золото до віддалених від Амстердама монетних дворів не було можливості.
У період 1877–1917 років площа носила назву на честь Софії, принцеси Вюртемберзької, першої дружини короля Віллема III.
Будинок на розі Мюнтплейну та вулиць Калверстрат і Рокін збудований за проектом видатного нідерландського архітектора Г. П. Берлаге.

## Транспорт
Через «площу-міст» курсують амстердамські трамваї № 4, 9, 14, 16, 24 і 25.

## Галерея

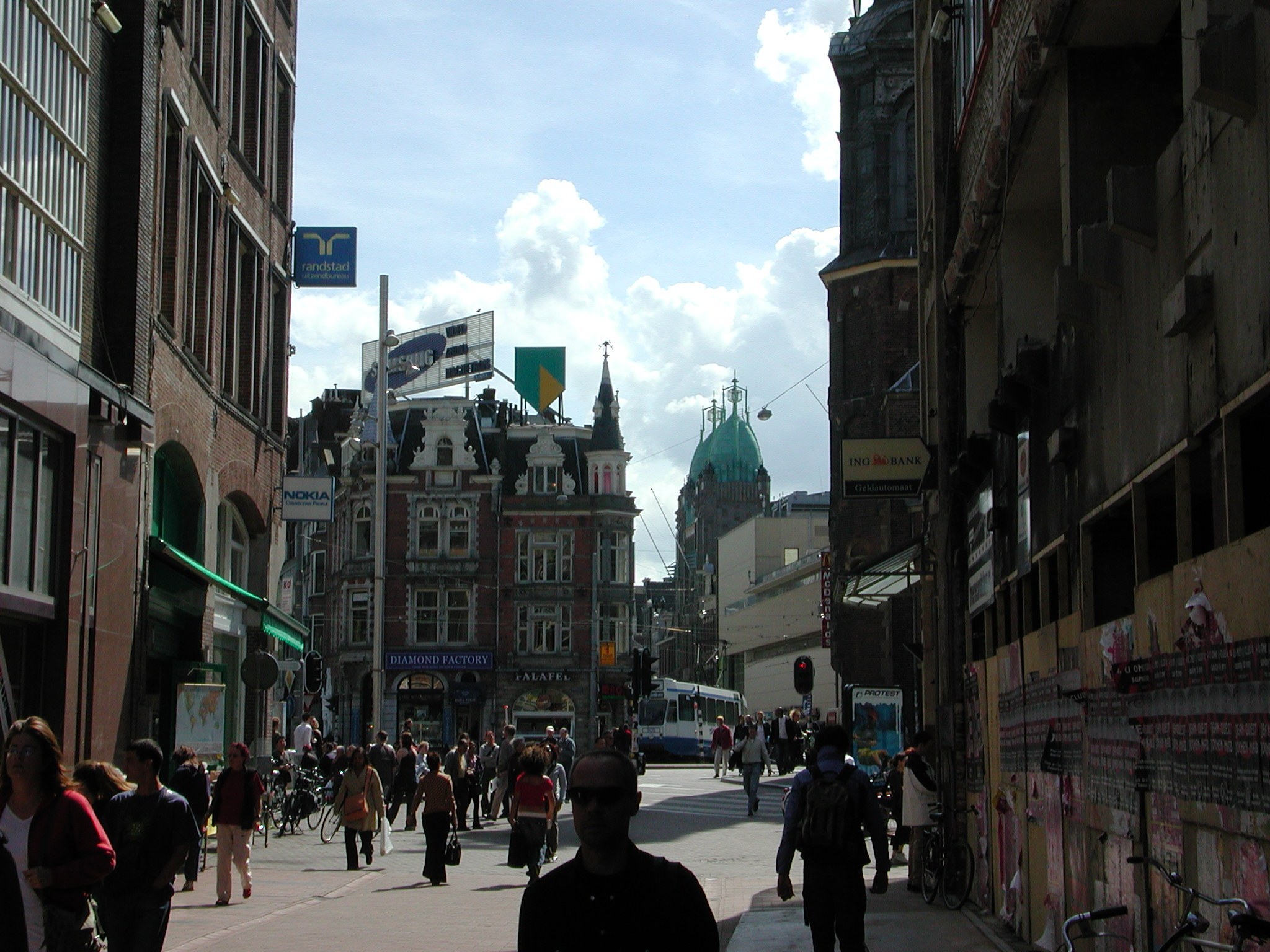
Вигляд на площу з вулиці Калверсртат (Kalverstraat)
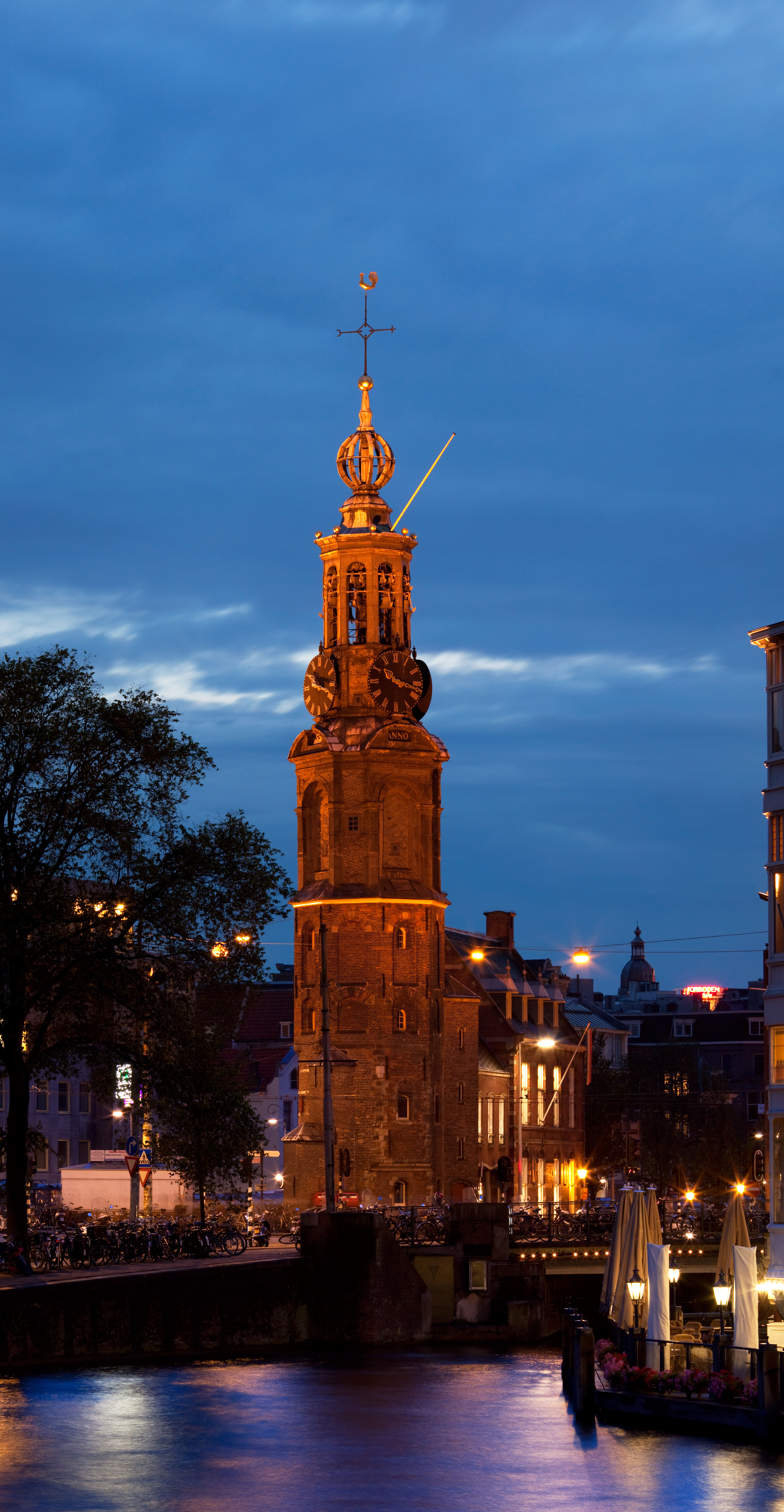
Мюнтторен («Монетна вежа») з боку річки Амстел
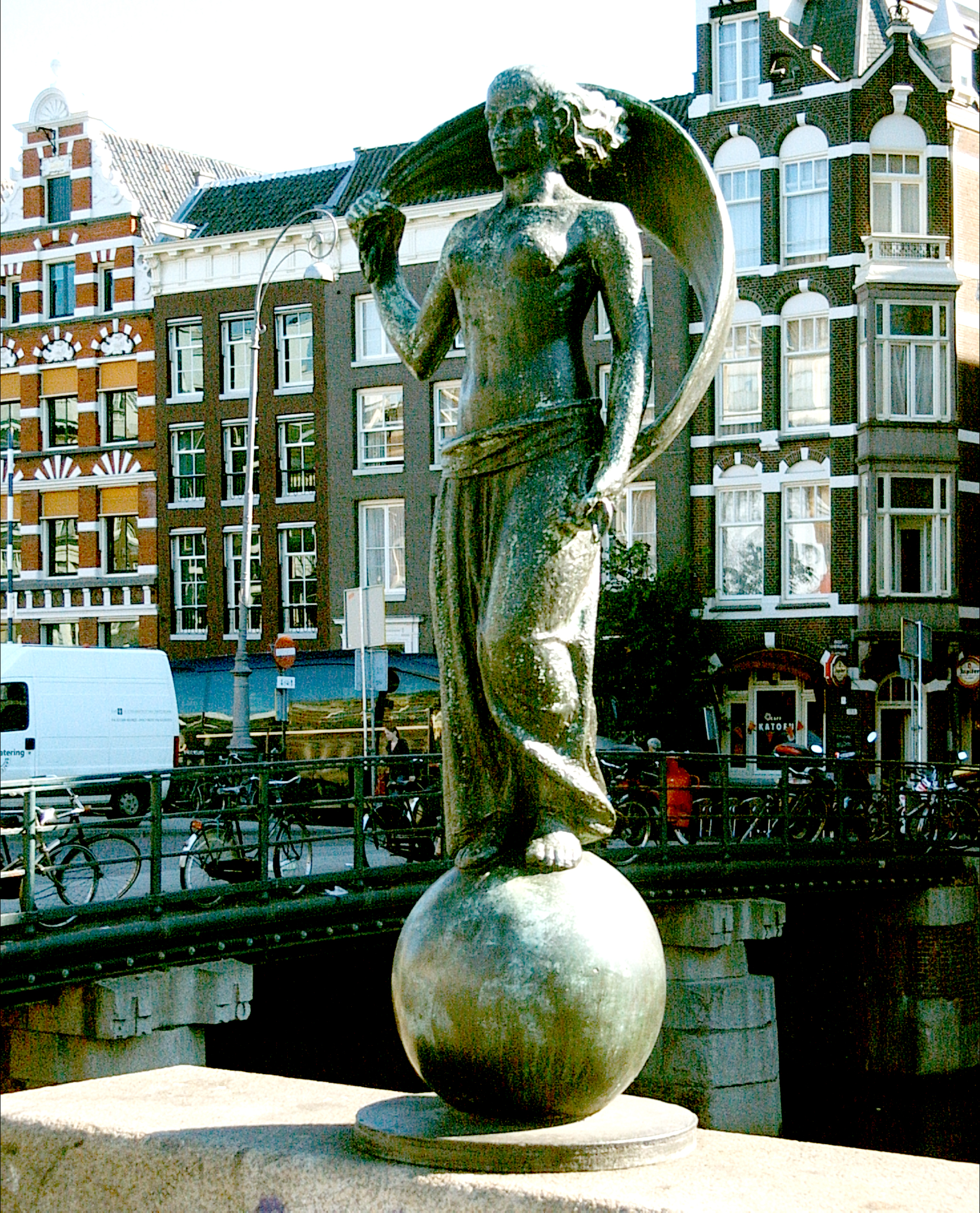
Статуя пані Фортуни на вулиці Рокін з боку Мюнтплейну
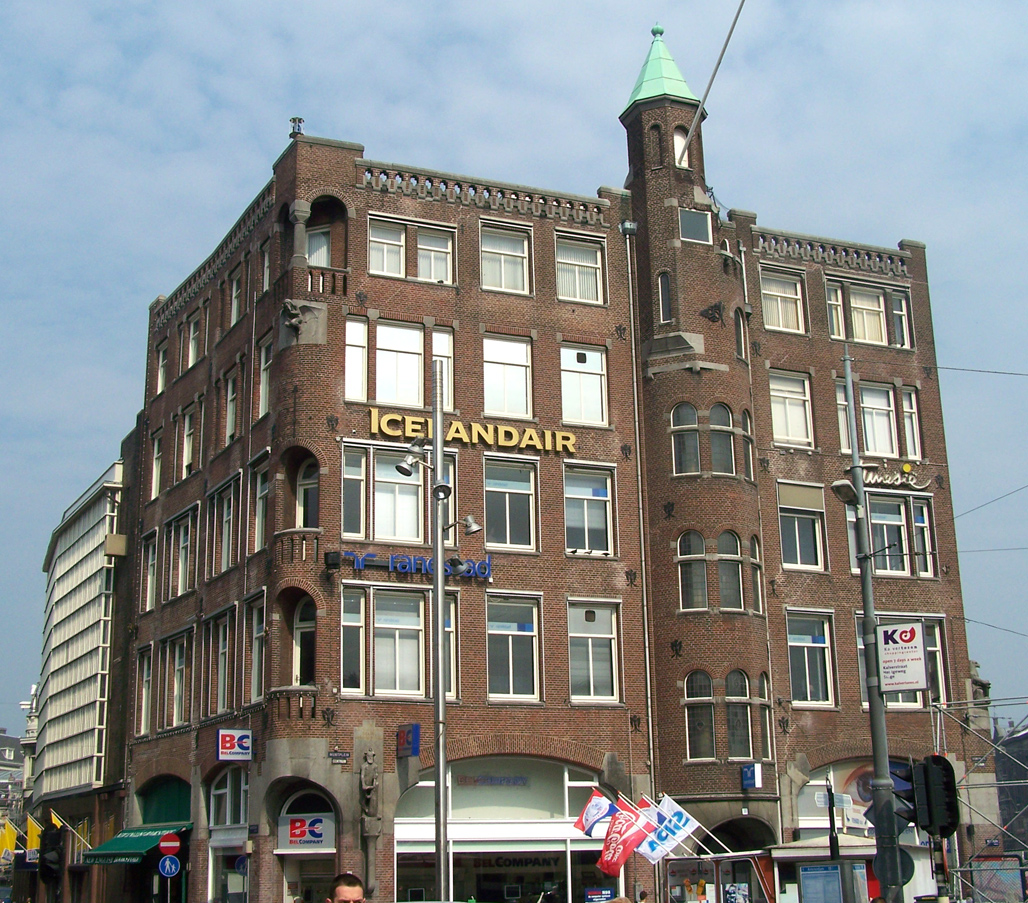
Будинок на площі авторства Г. П. Берлаге

## Виноски
1. ↑  Площа Мюнтплейн на сайті PlanetWare [Архівовано 26 липня 2010 у Wayback Machine.] (англ.)